# خربة بيت البان
 خربة بيت البان هي إحدى خرب وقرى مدينة دورا في محافظة الخليل الفلسطينية، تقع غرب الكوم وجنوب اذنا، وبالقرب من قرية الدوايمة المهجرة، وتبعد عن مدينة الخليل باتجاه الغرب حوالي 25 كيلومتر، وهي من أراضي دورا ضمن الحوض الطبيعي رقم (28).

## المواقع الأثرية في الخربة
تحوي خربة بيت البان آثار هامة بفلسطين، بها مغر وآبار عميقة وكهوف ومغارات واسعة بمساحة دونم وعلى ارتفاع 20 متر، وتتسع لعدد كبير من السكان، بها مغارة عرفت بأسماء منها: (مغارة بدو، كهف بدو، طور بدو)، منحوتة في الصخر الجيري(الحور)، وتعتبر من أضخم الكهوف والمغارات الموجودة في فلسطين، تضم الخربة أنفاق وسراديب وأطواق ورفوف وآبار عميقة، وبقايا آثار شاهدة على تعاقب الحقب والعصور التاريخية المختلفة، شيدت قبل أكثر من 2000 عام، تعود إلى الفترة اليونانية والرومانية والبيزنطية ولا زالت تستخدم حتى الآن.

## السكان والخدمات
خربة غير مسكونة وخالية من السكان، تقوم بلدية إذنا برعاية الموقع الأثري وتقديم الخدمات للمنطقة.

## الأرض والزراعة
أراضيها خصبة وتزرع فيها جميع المحاصيل والأشجار المثمرة، إلا أنها شبه خالية كونها تقع على الخط الأخضر ومحاذية للجدار العازل ولحدود وأراضي عام 1948.